# Saint-Paul-de-Serre
Saint-Paul-de-Serre é uma comuna francesa na região administrativa da Nova Aquitânia, no departamento Dordonha. Estende-se por uma área de 10,4 km². Em 2010 a comuna tinha 296 habitantes (densidade: 28,5 hab./km²).